# Chamisal, New Mexico
Chamisal, New Mexico (енгл. Chamisal) насељено је место без административног статуса у америчкој савезној држави Њу Мексико.

## Демографија
По попису из 2010. године број становника је 310, што је 9 (3,0%) становника више него 2000. године.
| Група             | 2000.       | 2010.       |
| Белци             | 18 (6,0%)   | 27 (8,7%)   |
| Афроамериканци    | 1 (0,3%)    | 1 (0,3%)    |
| Азијати           | 0 (0,0%)    | 2 (0,6%)    |
| Хиспаноамериканци | 277 (92,0%) | 269 (86,8%) |
| Укупно            | 301         | 310         |